# Muhammad Shaybani
Muhammad Shaybani (1451 – 2 dicembre 1510) è stato un politico e militare uzbeko.
Conquistò gran parte dell'Asia centrale occidentale tra il 1500 e il 1509 e rifondò il Khanato Činggiside (Shaybanidi) in quanto discendente di Shibani Khan, quinto figlio di Joči e nipote di Gengis Khan. Oltre che per le sue spedizioni militari, era noto per essere un importante mecenate e per la sua produzione letteraria in persiano e in turco.

## Biografia
Dopo la morte di suo padre Scià Budah Sultan, Shaybani venne affidato alla tutela di suo nonno Abu al-Khayr Khan. Trascorse l'infanzia nei pressi di Sighnaq, lungo il fiume Syr Darya inferiore, fino alla morte di suo nonno, quando la confederazione da lui istituita si disintegrò. Shaybani e suo fratello furono quindi inviati ad Astrachan' in cerca della protezione del khan locale, tuttavia i problemi della regione spinsero i due ragazzi a migrare altrove.
Shaybani si recò a Bukhara, dove per due anni fu mercenario dell'emiro ʿAbd al-ʿAlī Ṭark̲h̲ān. Negli anni '80 del Quattrocento conquistò la Corasmia, all'epoca parte dell'Impero timuride, e si unì alla campagna militare di Sultan Ahmed Mirza ai fini di conquistare Tashkent, parte del Khanato Chagatai. Nel 1500 conquistò Samarcanda, città che venne riconquistata per breve tempo da Babur, prima che Shaybani prevalesse definitivamente. Da lì il suo territorio si espanse fino a includere gran parte della Transoxiana, della Corasmia e dei territori di Balkh.
Nel 1507 conquistò Herat, capitale del Khorasan, e provò a insediarsi a Kandahar. L'anno successivo si spostò verso ovest, presso Asarabad e Bastam, poi si distinse nelle vittoriose campagne militari in Cumania (Das̲h̲t-i Ḳipčāḳ), e negli ultimi due anni di vita viaggiò per il deserto del Kizilkum verso Sighnaq, poi verso nord e infine lungo il Syr Darya verso Ṣawrān Yasī e Arḳūḳ fino a Samarcanda. Ad Herat fu protagonista di una spedizione punitiva contro gli hazara e i neguderi dell'Hazarajat. Morì nella battaglia di Merv contro l'esercito safavide nel 1510.
I suoi più grandi meriti furono quelli di aver sconfitto definitivamente i timuridi in Transoxiana e nel Khorasan, la linea Činggiside discendente di Chagatai che regnava a Tashkent e nella valle di Fergana, e di aver stabilito una confederazione di gruppi turco-mongoli che garantirono al khanato Shaybanide un lungo regno per buona parte del XVI sulle oasi della Transoxiana e sulla città di Balkh.
Sotto il suo regno vennero costruiti la Madrasa-yi Ḵh̲āniyy di Samarcanda e un ponte sul fiume Zeravshan.

## Famiglia

### Consorti
- Zuhra Begum. In precedenza consorte di Mahmud Mirza, fu catturata e sposata nel 1499.
- Mihr Nigar Khanum. Figlia di Yunus Khan e Aisan Daulat Begum, in precedenza consorte di Ahmed Mirza (fratello di Mahmud Mirza), fu catturata e sposata nel 1500, per poi essere ripudiata nel 1501.
- Khanzada Begum. Figlia di Qutlugh Nigar Khanum (sorella di Mihr Nigar Khanum) e sorella di Babur, fu catturata e sposata nel 1501, dopo il ripudio di sua zia. Venne a sua volta ripudiata nel 1510.
- Aisha Sultan Khanum. Figlia di Mahmud Khan, fratellastro di Mihr e Qutlugh Khanum, venne catturata e sposata nel 1503.
- Khanzada Khanum. Figlia di Ahmad Khan di Haji Tarkhan e di Badi Jamal Begum, in precedenza consorte di Muzaffar Husayn Mirza Bayqara, venne catturata e sposata nel 1507.

### Figli
- Muhammad Temur Sultan. Ebbe quattro mogli: Mihr Sultan Khanum (figlia di Qazaq Khan Burunduq), Sultanum Begum (figlia di Ahmed Mirza e Qatak Begum, sposata nel 1500), Daulat Sultan Begum (sorellastra di Mihr e Qutlugh e sorella piena di Mahmud Khan, sposata nel 1503), e Ruqaiya Agha (in precedenza consorte di Badi' al-Zaman Mirza, sposata nel 1507).
- Khurram Shah Sultan - con Khanzada Begum. Morto infante.
- Muhammad Rahim Sultan - con Aysha Sultan Khanum.